# ハキダメギク
ハキダメギク（掃溜菊、学名：Galinsoga quadriradiata）は、キク科コゴメギク属の一年生植物。道ばたや庭などに生える雑草。熱帯アメリカ原産で、日本では帰化植物のひとつ。牧野富太郎が世田谷の掃き溜めで発見したのでこの名前がついた。中国名は、粗毛牛膝菊（別名：粗毛小米菊）。

## 形態・生態
1年草。熱帯アメリカ原産。大正時代に東京で見つかり、現在では関東地方以西の各地に広がっている。
茎は2分岐を繰り返し、高さ15 - 40センチメートル (cm) になる。草全体が柔らかい草質をしていて、枝葉ともに白い毛が生える。葉は対生し、卵形から卵状披針形で、波状の浅い鋸歯がある。大型の葉は柄を有し暗緑色で厚みは薄く、3行脈状に見え、葉の表面と裏面共に毛が多い。
花期は6 - 11月の夏から秋にかけて。頭花は直径約5ミリメートル (mm) で、まわりに先端が3中裂する白色の舌状花がふつう5個並び、内側に黄色の筒状花が多数つく。総苞は半球形で、総苞片は5個ほどで総苞片と花柄には腺毛がある。舌状花は雌性で、花冠は白色で先端は浅く3裂する。筒状花は両性で、先が浅く5裂する。花床には花とほぼ同じ長さの鱗片が生える。頂部に小さな花を咲かせたあと、急に葉腋から岐散状に盛んに分枝を繰り返し、上部の各枝先に小さな頭花を1個ずつつける。
痩果（そうか）は黒く熟して、白い鱗片状の冠毛があり、風に乗って種子が散布される。
コゴメギクによく似ていてしばしば混同されているが、舌状花に冠毛があること、筒状花の冠毛の先が細くなり両側の毛が長くならない点で区別できる。
昔は家の近くに、ゴミを掃き捨てる「掃きだめ」というところがあった（今でいう「共同ゴミ集め場所」）。最初に掃溜めで見つけられたからという。家の周りなど色々な所に生えるが、命名者の牧野富太郎が見つけた場所がこの花には不運だった。1932年（昭和7年）に北村四郎が神戸市で採集したものをコゴメギクとして報告したが、それ以前に牧野はハキダメギクと呼んでいたという。 北村は雑誌『植物分類地理』 (1962年) で、1932年に東京の世田谷で津山尚が採った標本にハキダメギクと記されたものは、G. ciliata であると述べている。

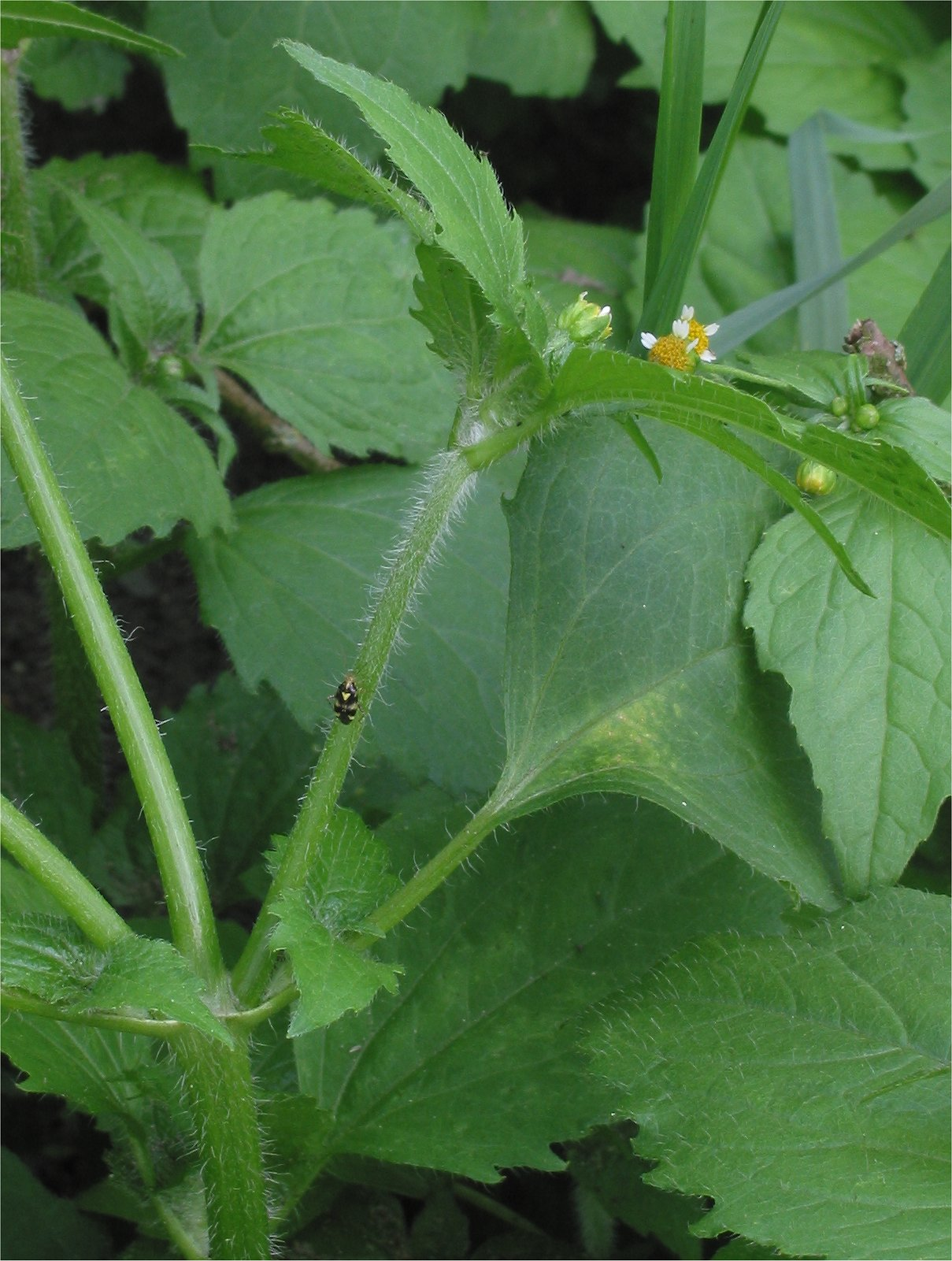
茎
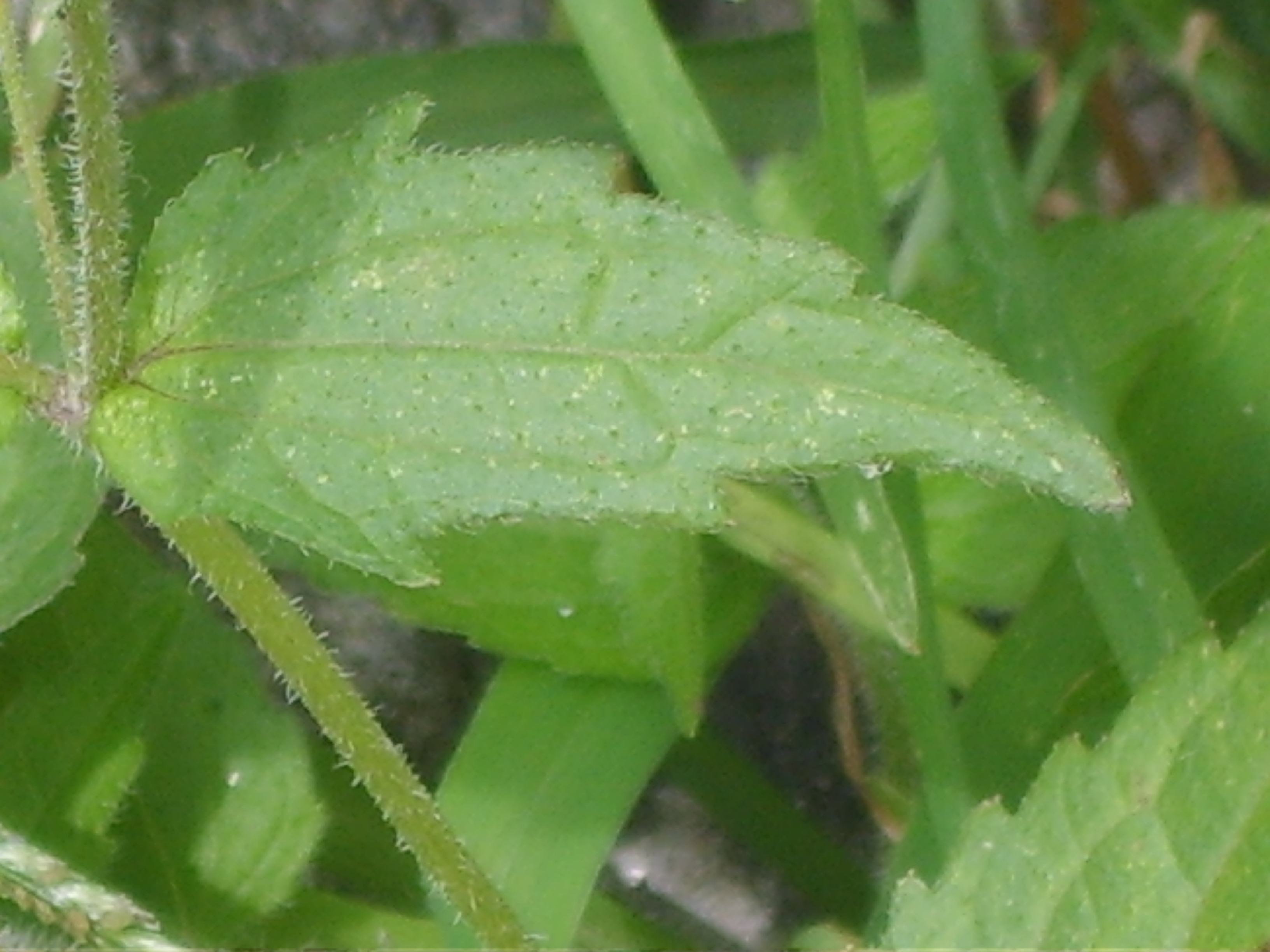
葉
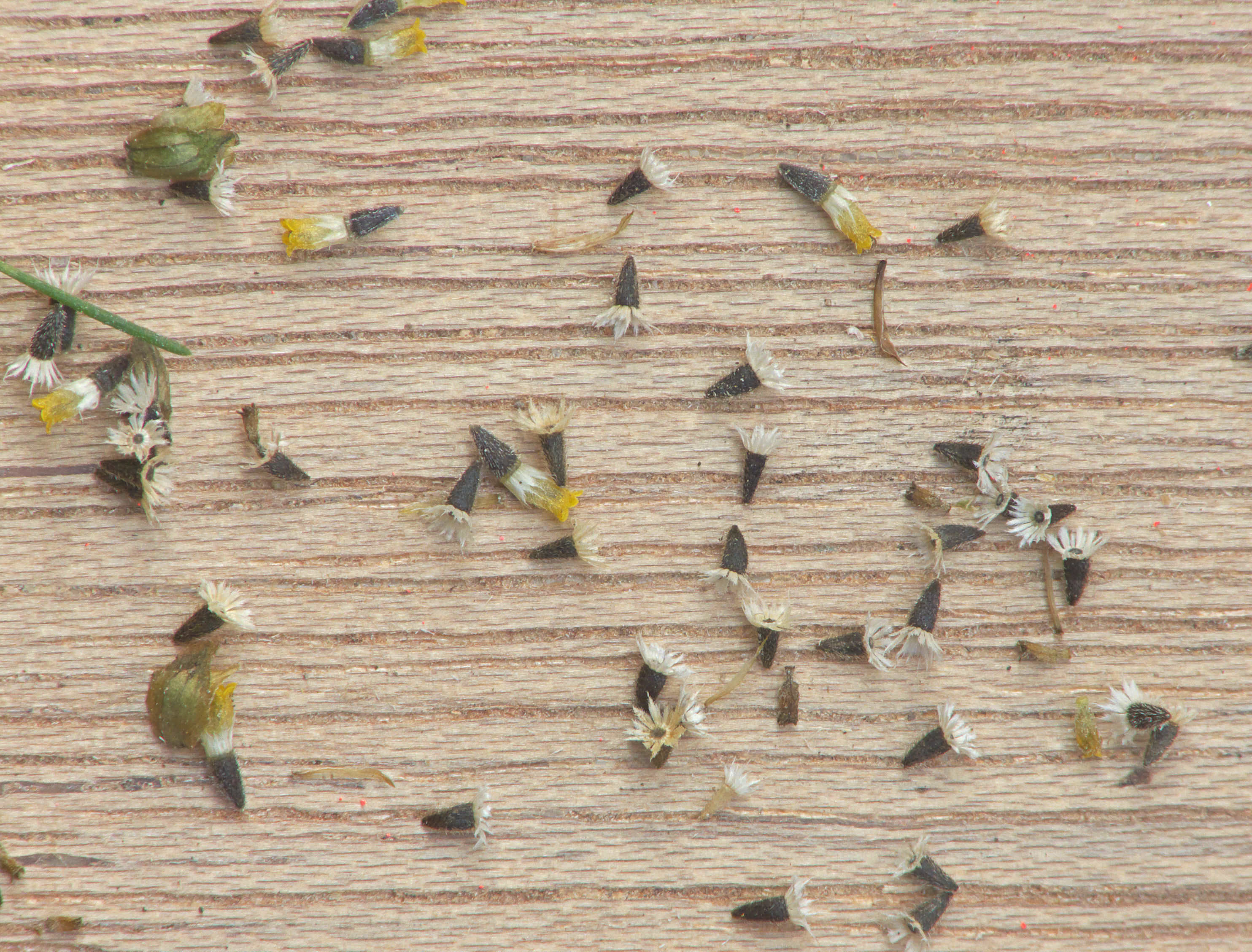
果実
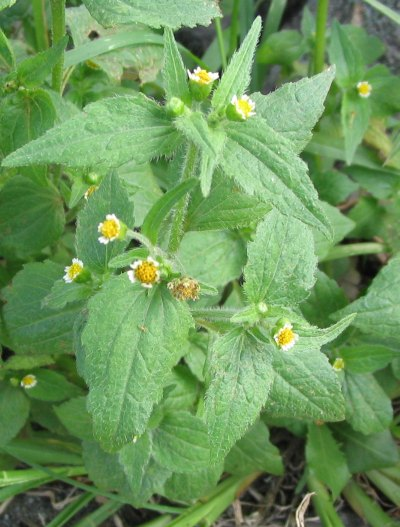

## 分布
熱帯アメリカ原産。南アメリカやヨーロッパ、アフリカ、アジア（日本を含む）に移入分布する。日本では明治時代の初期に渡来したといわれ、1920 - 1930年代に報告され始めた。現在では全国に帰化植物として定着しており、都会地の道端や空き地などに広がりつつある。